# SN 2002gl
SN 2002gl – supernowa typu Ia odkryta 7 maja 2002 roku w galaktyce A154324+0753. W momencie odkrycia miała maksymalną jasność 23,30m.